# 보니하드구

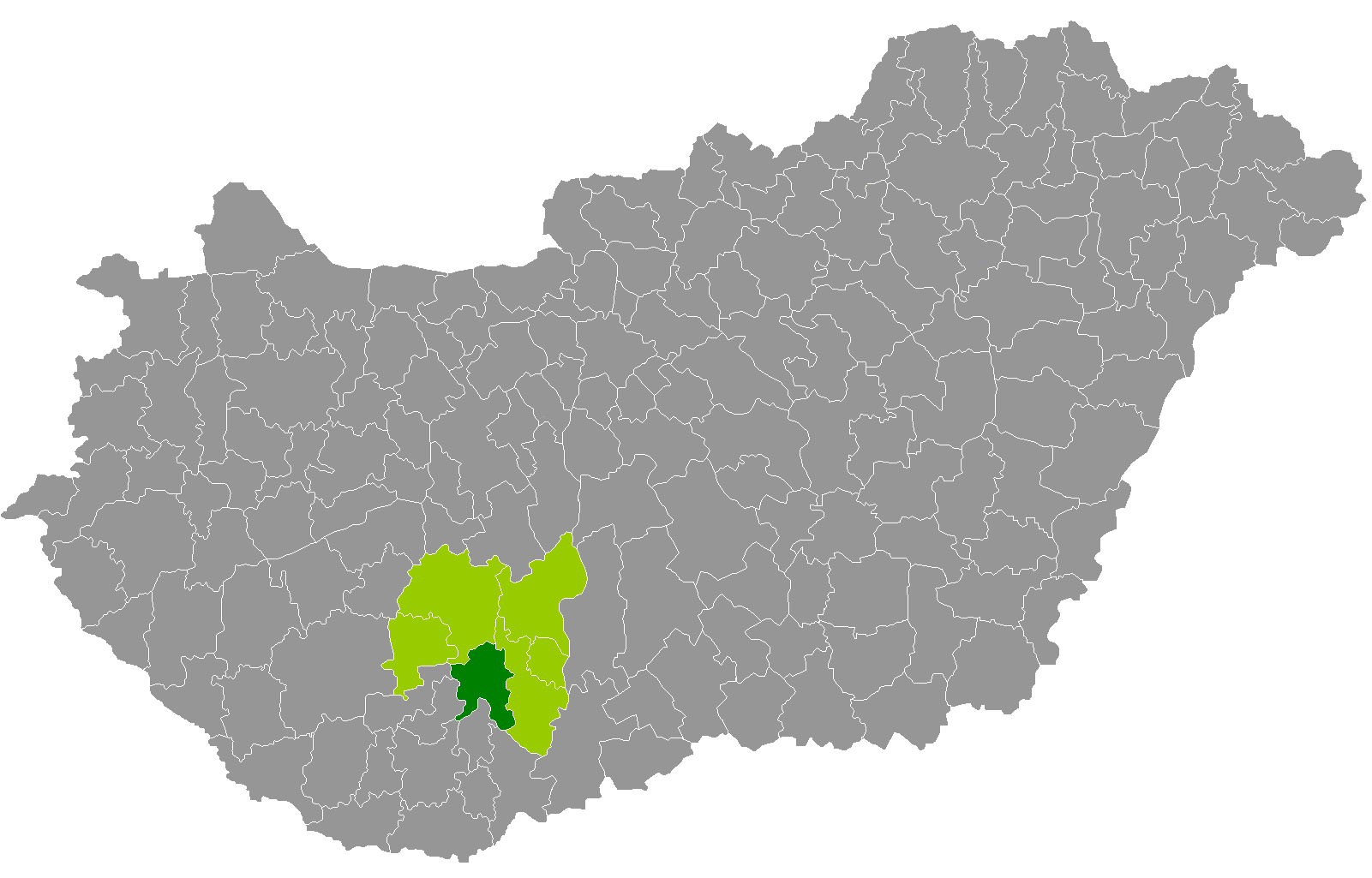
톨너주 지도에 표시된 보니하드구의 위치

보니하드구(헝가리어: Bonyhádi járás)는 헝가리 톨너주에 위치한 구로 구청 소재지는 보니하드이며 면적은 476.77km2, 인구는 31,567명(2011년 기준), 인구 밀도는 66명/km2이다.
북쪽으로는 터마시구, 동쪽으로는 섹사르드구, 남쪽으로는 버러녀주 모하치구, 페치바러드구, 페치구, 서쪽으로는 버러녀주 콤로구, 헤지하트구와 접한다. 25개 지방 자치체(2개 시, 23개 마을)를 관할한다.

구 문장